# Саркісян Артур Григорович
Арту́р Григо́рович Саркіся́н (31 березня 1993, м. Харків) — український самбіст і дзюдоїст. Неодноразовий чемпіон України, призер національних і континентальних першостей із самбо. Майстер спорту України міжнародного класу.

## Біографія
Займатися боротьбою розпочав у 2002 році у спортивному клубі «Пересвіт» м. Харків. У 2009 році став чемпіоном України у своїй віковій групі. З 2012 року — член збірної України з дзюдо серед юніорів.
Закінчив Харківський національний педагогічний університет імені Григорія Сковороди.
Проходить службу в лавах Національної гвардії України.